# اندیس آنومالی غرب حلب
آنومالی غرب حلب یک اندیس فلزی است که در حوالی شهر تکاب استان زنجان قرار دارد و مادهٔ معدنی موجود در آن، طلا است.  